# Roberto Wernicke
Roberto Enrique Martín Wernicke (Buenos Aires, 23 de mayo de 1852 - Buenos Aires, 22 de octubre de 1922)
fue un prestigioso médico, bacteriólogo, embriólogo, educador e investigador argentino.

## Biografía
Su padre fue Robert Heinrich (Roberto Enrique) Wernicke (Kelbra, 29 de mayo de 1826 - Buenos Aires, 24 de enero de 1881), y la alemana Ida Augusta Beltz von Hagen ―que se casaron hacia 1851. Su padre había llegado a Buenos Aires a mediados de 1848, a los 22 años recién cumplidos, y su primer hijo Roberto Enrique Martín nació el 23 de mayo. Tuvo varios hermanos menores, entre ellos la pintora Julia Wernicke (1860-1932).
Su infancia transcurrió en Baradero (pueblo al norte de la provincia de Buenos Aires, unos 160 km al noroeste de la ciudad de Buenos Aires), localidad en la que su padre se radicó por razones de salud y donde dirigió una escuela en la Colonia Suiza. Realizó sus estudios secundarios en Buenos Aires.
En 1872, se trasladó a Alemania ingresando en la Universidad de Jena. Se graduó en 1876 con la tesis “El corazón embrional bajo el punto de vista fisiológico”. Esta obra traducida al español fue publicada, ese mismo año, en los Anales de la Sociedad Científica Argentina. Los méritos del joven egresado fueron reconocidos por los profesores Nothnagel, Eichhorst y Lichtheim que en forma sucesiva lo tuvieron como asistente, hecho poco común tratándose de un extranjero.
En 1878, regresó a Buenos Aires y revalidó su título. Un año después comenzó a actuar en el Círculo Médico Argentino y desde los “Anales”, que publicaba esa entidad se convirtió en crítico severo de las tesis de doctorado que anualmente eran presentadas en la Facultad de Medicina de la Universidad de Buenos Aires.
En la revolución de 1880, junto con dos colegas, instaló un hospital de sangre en los depósitos de Lanús y ese mismo año creó los consultorios médicos gratuitos, que dirigió hasta 1884. En ese lugar inició sus famosos “Cursos Libres” en los que sus alumnos recibieron nociones de histología, de anatomía patológica, estuvieron en contacto directo con el enfermo y aprendieron a manejar el microscopio.
En 1884, para obtener el título de Doctor en Medicina presentó una tesis que apadrinó el Dr. José T. Baca “Una primera lección de examen clínico”. Poco después, fue designado Profesor Suplente de la Cátedra de Patología General y el Gobierno de la Provincia de Buenos Aires le pidió que se integrara a una comisión encargada de estudiar las enfermedades contagiosas de los animales de la que también formaban parte el Dr. José Mariano Astigueta y tres veterinarios. Esta comisión realizó importantes estudios de parasitología animal a pesar de los escasos recursos que le fueron asignados. Wernicke ayudó a montar el “Laboratorio”, construyó un aparato fotográfico y al parecer introdujo en el país las primeras ratas blancas. Disuelta la comisión en 1888, todo el instrumental del laboratorio fue dispersado y sólo se logró conservar el microscopio que usara todos esos años en sus investigaciones.
En 1886, el Departamento Nacional de Higiene lo envió a Rosario a evaluar la situación creada por la presencia de cólera en la zona. Luego de varios problemas pudo imponer su criterio sanitario y logró que se levantara un lazareto en las afueras de la ciudad para albergar a los que habían contraído la enfermedad.
Cuando el Dr. Estanislao Zeballos presidió la Sociedad Rural Argentina (1888) creó un laboratorio a cuyo frente puso a Wernicke, quien aportó nuevo instrumental de su propiedad que acababa de recibir de Europa. En ese modesto laboratorio un grupo de jóvenes, estudiantes de medicina, veterinarios y biólogos, aprendieron bacteriología, especialidad recién creada.
Fue Presidente de la Asociación Médica Argentina durante los períodos de 1894 a 1895 y de 1896 a 1897.
En 1907, se produjo su retiro voluntario de la Cátedra de Patología General, de la que era Profesor Titular, renunciando también a los cargos de Académico y de Consejero de la Escuela de Medicina, por estar en desacuerdo con las modificaciones introducidas en la enseñanza médica y en el manejo administrativo de la Facultad de Medicina. El Consejo Directivo, ante su alejamiento decidió otorgarle el Título de Profesor Honorario, título que se confería por primera vez. A partir de ese momento se dedicó a sus enfermos, durante años había concurrido a la Sala IX del Hospital de Clínicas y a la investigación.
Fue un verdadero renovador de la enseñanza de la Patología General y la Semiología, desde su lugar formó discípulos como Alejandro Posadas, Alois Bachman, Daniel Greenway, Julio Méndez, Pedro Elizalde y otros que supieron honrar a su maestro.
Roberto Wernicke murió en Buenos Aires el 14 de octubre de 1922.